# Ameristar Casinos
Ameristar Casinos, Inc. var ett amerikanskt företag inom gästgiveri och hasardspel.

## Historik
Företaget härrör från 1956 när ett annat företag grundades med namnet Cactus Petes, Inc. i syfte att förvalta kasinot Cactus Pete's Desert Lodge i Jackpot i Nevada. År 1967 blev bland andra Ray Neilsen delägare i Cactus Petes, Inc. År 1971 tog Ray Neilsens son Craig Neilsen över operativa driften av det företaget och blev ensam ägare av det 1987. År 1993 grundade Cactus Petes, Inc. ett förvaltningsbolag med namnet Ameristar Casinos, Inc. och det blev samtidigt börsnoterat på Nasdaq. På mitten av 2000-talet låg Ameristar i budgivningskrig med Colony Capital, Columbia Sussex och Pinnacle Entertainment om att förvärva kasinooperatören Aztar som ägde bland annat Tropicana Atlantic City och Tropicana Las Vegas. Den som gick vinnande ur den striden var Columbia Sussex som betalade 2,75 miljarder amerikanska dollar för Aztar. I augusti 2013 blev Ameristar själva uppköpta av just Pinnacle Entertainment för nästan 2,9 miljarder dollar. Affären var strukturerad till att vara 116 miljoner dollar i rena pengar; 869 miljoner dollar i aktier samt övertagande av skulder till ett värde av 1,9 miljarder dollar.

## Kasinon
De kasinon som Ameristar Casinos ägde innan fusionen med Pinnacle Entertainment.
|  | Namn                                     | Ort                     |
|  | ---------------------------------------- | ----------------------- |
|  | Ameristar Council Bluffs                 | Council Bluffs, Iowa    |
|  | Ameristar East Chicago                   | East Chicago, Illinois  |
|  | Ameristar Vicksburg                      | Vicksburg, Mississippi  |
|  | Ameristar Casino Kansas City             | Kansas City, Missouri   |
|  | Ameristar Casino Resort Spa Black Hawk   | Black Hawk, Colorado    |
|  | Ameristar Casino Resort Spa Lake Charles | Lake Charles, Louisiana |
|  | Ameristar Casino Resort Spa St. Charles  | Saint Charles, Missouri |
|  | Cactus Pete's                            | Jackpot, Nevada         |
|  | Horseshu Hotel and Casino                | Jackpot, Nevada         |